# デモイン (アイオワ州)
デモイン（Des Moines）は、アメリカ合衆国アイオワ州中央部に位置する都市。同州の州都、およびポーク郡の郡庁所在地であり、かつ州内最多の人口を抱える都市である。人口は203,433人（2010年国勢調査）。市域の大部分はポーク郡に属しているが、市南部のごく一部分がウォーレン郡にかかっている。ポーク郡を中心に6郡からなる都市圏は人口606,475人、この都市圏にさらに4郡を加え、エイムズを含む広域都市圏は人口778,013人（いずれも2010年国勢調査）を数える。

## 概要
デモインの歴史は1843年に建てられたデモイン砦に始まる。1851年にはフォート・デモイン市として正式な市となり、1857年には市名が「デモイン」に縮められた。またこの年、州都がアイオワシティからデモインに移された。市名は砦の近く、現在の市の中心部を流れるデモイン川（フランス語: Rivière des Moines）に由来しているが、なぜDes Moinesという名がついたのかということについては諸説があり、判明していない。一説には、この地に住みついていたネイティブ・アメリカンのモインゴナ族のフランス語音写から、「モインゴナの川」という意味でRivière des Moinesと言われている。一方、川の近くに建てられた小屋にトラピストの修道僧が住んでいたことから、「修道僧の川」を意味するRivière des Moinesという名がついたという説もある。最新の説では、周辺の部族がこの地を探索していたジャック・マルケットおよびルイ・ジョリエとの取引に応じないように仕向けるため、マイアミ・イリノイ族の首長が彼らに対して「排泄物の顔」を意味するmooyiinkweenaという侮蔑語をつけ、それが転訛してmoingona、やがてmoinesとなっていったとも言われている。
19世紀後半には、デモインとその周辺は次々と発見された炭鉱によって栄えた。20世紀後半になると中西部の他の主要都市同様、製造業の衰退や郊外への人口流出によって市は衰退したが、1980年代に入ると市は産業構造を転換して再生し、超高層ビルも立ち並ぶようになった。その後は、デモインは保険業の中心地となっている。また、金融業や出版業も市の経済を支えている。
また、デモインは大統領選挙においても重要な都市である。アイオワ州は1972年以降、全米で最初に党員集会が行われる州となっている。そのため、州都であるデモインで行われるアイオワ州での党員集会は、大統領候補指名における一連のプロセスの中で最初の大きな関門となっている。それ故、多くの大統領候補がデモインに選挙運動の拠点を置いている。2007年に、『ニューヨーク・タイムズ』紙はその記事中で、「もし大統領候補に近づきたければ、デモイン以上の場所は無い」と述べた。
なお、アイオワ州には本項で述べるデモイン市とは別に、デモイン郡という郡もある。デモイン市とデモイン郡の間には直接的な関係は無く、位置的にも離れている。デモイン郡は州南東部、ミシシッピ川西岸に位置し、バーリントン市を郡庁所在地とする郡である。

## 歴史

### 先史時代

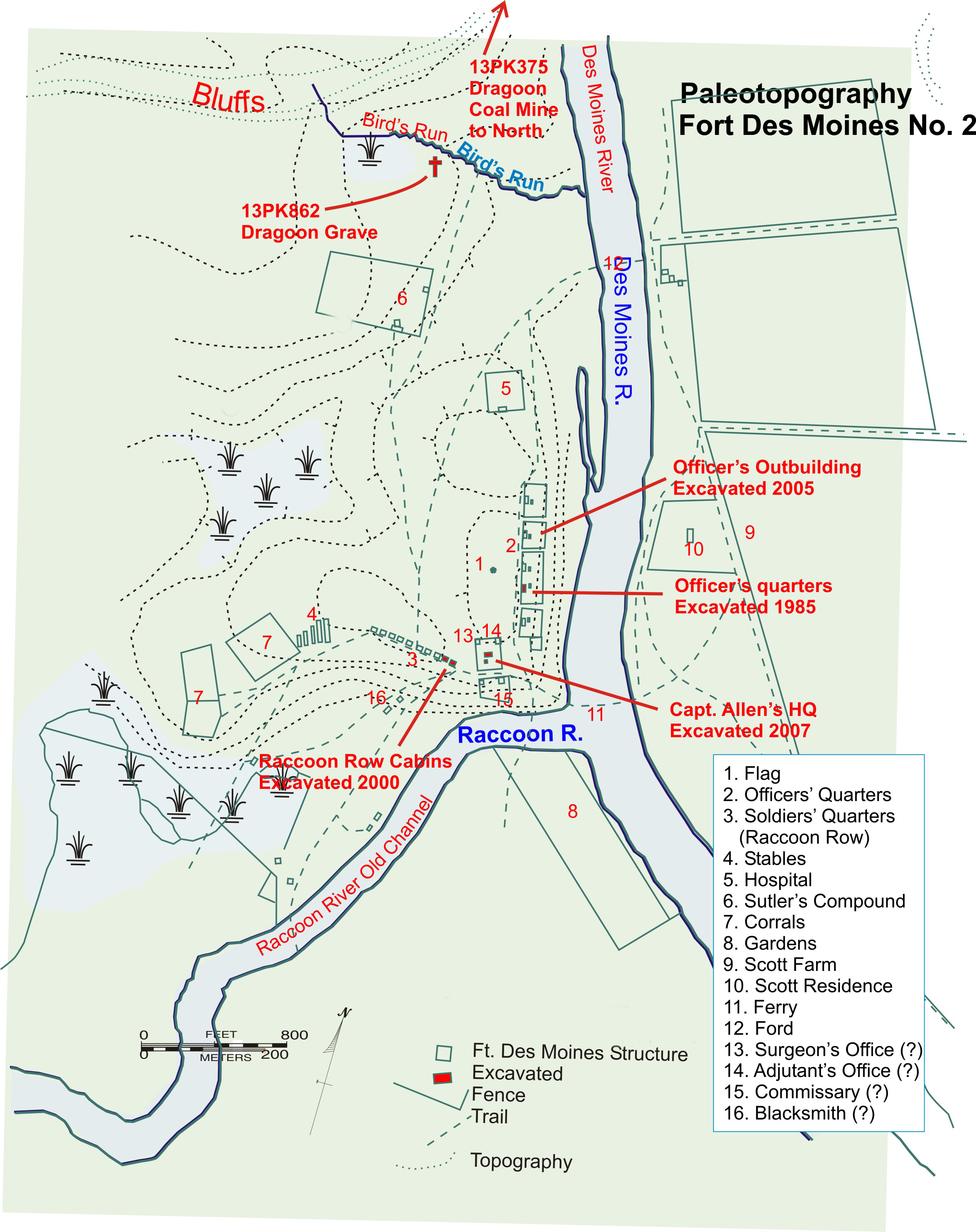
先史時代からネイティブ・アメリカンが住んでいたとされている地の、現代のデモインのダウンタウンにおける位置を示す地図。

デモイン川とラクーン川が合流するこの地には3,000年前には既に人類が住み着いていたと考えられている。現在のデモインのダウンタウンにおいても、先史時代の住居跡が考古学者によっていくつか発見されている。ヨーロッパ人がこの地に入植する以前、1300年頃から1700年頃までの間には、この地には少なくとも3つの村があったと考えられている。また、初期の入植者はこの地において、ネイティブ・アメリカンが築いた塚を15-18ヶ所発見していた。しかし、それらの塚は全て取り壊された。

### デモイン砦と初期の入植
デモイン市の起源は1843年5月、デモイン川とラクーン川の合流点にジェームズ・アレン大尉の監督下で建てられたデモイン砦である。アレンはこの砦をラクーン砦と名付けたがっていたが、当時の陸軍省はデモイン砦と名付けるようにアレンに命じた。この砦はもともと彼らが住み着いていたアイオワ東部から移住させられてきたネイティブ・アメリカンのソーク族およびメスクワキ族（フォックス族）を監察するために建てられた。デモイン砦に駐留していた兵士はこの地に最初の炭鉱を発見し、河岸から石炭を採掘して砦の鍛冶屋に渡していた。1846年にアイオワからソーク族とメスカキ族が正式に追放されると、この砦はその役目を終え、放棄された。しかし、正式に追放された後も、メスカキ族は1857年頃まで、この地に戻ろうとし続けていた。考古学者の発掘により、現在のマーティン・ルーサー・キング・パークウェイおよび1stストリートの地下にはデモイン砦に関連する事物が大量に残っていることが判明している。
やがて、放棄された砦の周辺には入植者が住み着くようになった。1846年5月25日、フォート・デモイン入植地はポーク郡の郡庁所在地になった。フォート・デモインの町で1850年秋から翌1851年の春までを過ごし、冬を越した教師、アロジナ・パーキンスは、手紙で下記のように述べている。

This is one of the strangest looking "cities" I ever saw... This town is at the juncture of the Des Moines and Raccoon rivers. It is mostly a level prairie with a few swells or hills around it. We have a court house of "brick", and one church, a plain, framed building belonging to the Methodists. There are two taverns here, one of which has a most important little bell that rings together some fifty borders. I cannot tell you how many dwellings there are, for I have not counted them; some are of logs, some of brick, some framed, and some are the remains of the old dragoon houses...The people support two papers and there are several dry goods shops. I have been into but four of them... Society is as varied as the buildings are. There are people from nearly every state, and Dutch, Swedes, &c.

（訳）ここは私が今まで見てきた中で、いちばん変に見える「都市」の1つです... この町はデモイン川とラクーン川の合流点にあります。ここはほとんど平らな草原で、少しうねりや丘が周りにあるだけです。この町には「レンガ」で造られた裁判所と、メソジストが建てた平凡な、木造の教会が1つあります。この町には酒場が2軒あって、そのうちの1軒には50個ごとに共鳴する、いちばん大事な小さな鈴があります。私はこの町にどれくらいの人が住み着いているのか、数えたことがないのでわかりません。丸太小屋もあればレンガの家も木造の家もあり、さらには今も残っている古い騎兵隊の家に住んでいる人もいます... ここの人々は2つの新聞を支え、乾き物を売る店が何軒かあります。私はこれらの店のうち、4軒以外にはすべて行きました... ここの社会も、建物と同じように様々に違っています。ここにはほとんどすべての州から移り住んできた人が集まり、オランダ人やスウェーデン人などもいます。

1851年5月には、町の大部分が洪水の被害に遭った。デモイン川およびラクーン川の水位は記録的なまでに上がり、デモイン川の水が東岸に溢れ出した。家屋や柵は水に流され、周囲の畑の作物は壊滅的な被害を受けた。

### 市制施行と成長
1851年9月22日、フォート・デモインは自らの設立条項によって正式な市となり、10月18日に投票により市制施行が承認された。1857年には、フォート・デモインの市名は単に「デモイン」のみに縮められた。また、この年には、アイオワ州の州都がアイオワシティからデモインに移された。南北戦争の最中には市の成長のペースが鈍化したが、1866年に鉄道が開通すると、市は人口規模的にも重要度の面でも、爆発的な成長を遂げた。1886年には15年の歳月を費やして建設されたアイオワ州会議事堂が完成した。
鉄道の開通に加えて、次々と発見された炭鉱も市の成長を促した。1864年、デモイン石炭会社はこの地域において、初めて計画的な採掘を始めた。市の北部、デモイン川の西岸にあった、同社が発見した最初の鉱床は1873年に枯渇した。ウェスト7thストリート橋の南詰の近くに発見されたブラック・ダイアモンド炭鉱では、深さ約45mの縦坑を掘り、厚さ1.5mの鉱床から石炭を掘り上げた。1876年頃には、この炭鉱は150人の坑夫を雇い、1日あたり貨車20台分の石炭を算出していた。1885年頃には、市域内には数多くの縦坑が掘られ、また周辺地域でも採掘が始められていた。1893年頃には、この地域には23ヶ所の炭鉱が存在した。しかし、1908年頃には、デモインの石炭資源はほとんど枯渇した。
1900年には、デモインは人口62,139人を数え、ダビュークやダベンポートを抜いてアイオワ州最大の都市に成長していた。

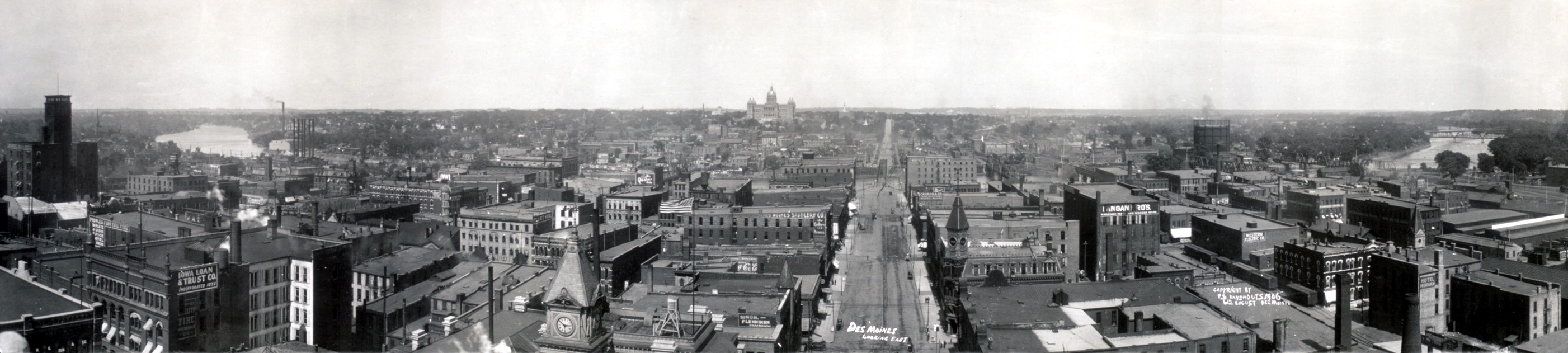
20世紀初頭のデモイン市街地（1907年頃）

### 都市美運動、衰退、そして再生
| 都市美運動の名残左: デモイン市庁舎。右: 旧デモイン公立図書館。改装され、現在は世界食糧賞財団の本部になっている。上記2棟の建物は、いずれも国家歴史登録財に指定されている。    |  | 都市美運動の名残左: デモイン市庁舎。右: 旧デモイン公立図書館。改装され、現在は世界食糧賞財団の本部になっている。上記2棟の建物は、いずれも国家歴史登録財に指定されている。 |
| 都市美運動の名残 左: デモイン市庁舎。 右: 旧デモイン公立図書館。改装され、現在は世界食糧賞財団の本部になっている。 上記2棟の建物は、いずれも国家歴史登録財に指定されている。 |  | |

20世紀に入ると、デモインの街でも都市美運動が起こった。街には大きなボザール様式の建物が建ち並ぶようになり、デモイン川沿いには噴水が設置された。この運動は1930年代まで続いた。この時代に建てられた現存する建物の例としては、デモイン市庁舎や旧デモイン公立図書館などが挙げられる。また、この時代にデモイン河岸の欄干に施された装飾も残っている。しかし、川沿いの噴水は1950年代に取り壊された。
1950年代に入ると、製造業が衰退に転じ、成長を続けていたデモインにも陰りが見え始めてきた。1960年代に入ると、全米の他の多くの主要都市同様に、デモインでも郊外への人口流出が始まった。デモインの市域人口は1960年に208,982人を数えたが、それ以降は1980年代まで減り続けた。
1980年代、デモインは製造業依存の産業構造から脱却し、保険業や金融業などの第3次産業を中心とした地域経済へと移行した。それ以降、市は再生し、それまでデモインにはあまり見られなかった超高層ビルも建ち並ぶようになった。また、市内にはグレーター・デモイン市民センター、デモイン植物園、ポーク郡コンベンション・コンプレックス（後にアイオワ・イベンツ・センターに組み入れられた）、アイオワ州歴史博物館、アイオワ科学センターなど、各種の文化施設も建設されるようになってきた。2006年には、ロンドンの建築家デイヴィッド・チッパーフィールドが設計した、新しいデモイン公立図書館も開館した。

## 地理

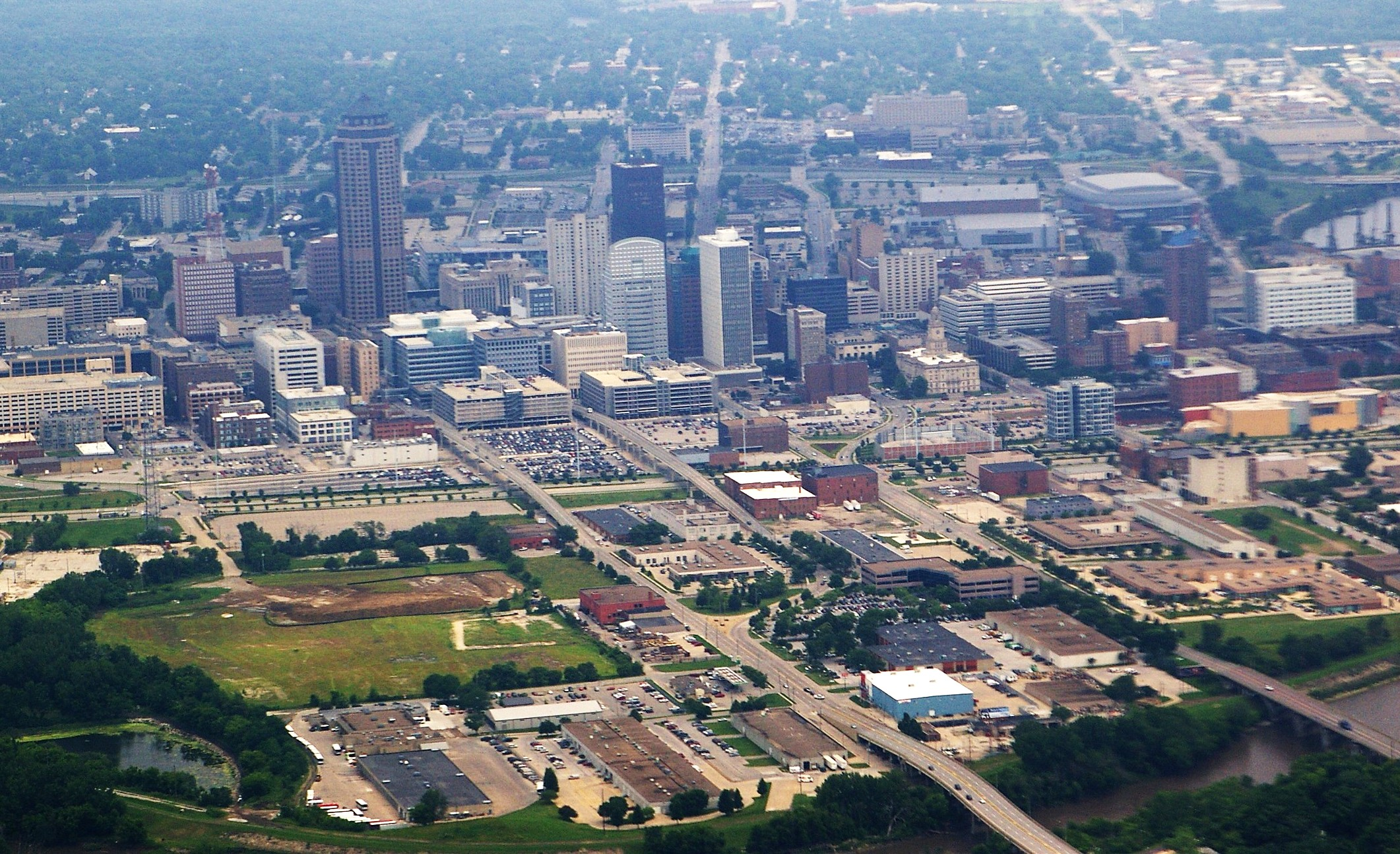
デモインのダウンタウン

デモインは北緯41度35分27秒 西経93度37分15秒 / 北緯41.59083度 西経93.62083度に位置している。市はアイオワ州の中央部に位置し、シカゴからは西へ約540km、ミネアポリス・セントポールからは南へ約390km、カンザスシティからは北へ約310km、オマハからは東へ約220kmに位置している。市の標高は291mである。
アメリカ合衆国統計局によると、デモイン市は2000年時点で総面積200.1km2（77.2mi2）であった。そのうち196.3km2（75.8mi2）が陸地で3.8km2（1.3mi2）が水域であった。総面積の1.88%が水域となっていた。2005年11月、デモイン市は北東部、南東部、および南部の所属未定地を合併する法案を可決させた。合併は2009年6月26日に行われ、その結果、市域面積は約20.9km2広がり、人口は868人増加した。

### 気候
デモインの気候は蒸し暑い夏と乾燥して寒さの厳しい冬に特徴付けられ、気温の年較差の大きい内陸型の気候となっている。夏の日中にはしばしば摂氏30度を超え、摂氏35度に達することもある。春や夏には湿度が高く、午後になると雷雨が起きやすい。秋は比較的過ごしやすく、紅葉も見られる。冬は氷点下まで下がる日が続き、氷点下15度を下回ることもある。年間降水量は910mmほどであるが、春季・夏季の月間降水量は冬季の約4-5倍である。降雪は11月から4月まで見られ、特に12月から3月にかけての降雪量は月間13-22 cm、年間では90cmに達する。ケッペンの気候区分では、デモインは亜寒帯湿潤気候（Dfa）に属する。
|               | 1月  | 2月  | 3月  | 4月  | 5月   | 6月   | 7月   | 8月   | 9月  | 10月 | 11月 | 12月 | 年    |
| ------------- | ---- | ---- | ---- | ---- | ----- | ----- | ----- | ----- | ---- | ---- | ---- | ---- | ----- |
| 平均気温（℃） | -5.2 | -2.6 | 4.1  | 10.9 | 16.8  | 22.1  | 24.6  | 23.5  | 18.7 | 11.7 | 4.0  | -3.3 | 10.5  |
| 降水量（mm）  | 25.4 | 33.0 | 58.4 | 99.1 | 119.4 | 124.5 | 114.3 | 104.1 | 78.7 | 66.0 | 55.9 | 35.6 | 914.4 |
| 降雪量（cm）  | 21.6 | 20.1 | 13.2 | 4.6  | -     | -     | -     | -     | -    | 1.0  | 6.4  | 22.9 | 89.8  |

### 都市概観
| デモインの超高層建築物・新旧比較左: エクィタブル・ビルディング / 右: 801グランド  |  | デモインの超高層建築物・新旧比較左: エクィタブル・ビルディング / 右: 801グランド |
| デモインの超高層建築物・新旧比較 左: エクィタブル・ビルディング / 右: 801グランド |  |                                                                                  |

市の中心部にはデモイン砦、そして現在の市の名の由来となったデモイン川が北西から南東へと流れている。市の西側からはラクーン川が流れ、ダウンタウンの南でデモイン川と合流する。デモイン川沿いでは、市政府とプリンシパル・フィナンシャル・グループが共同で、プリンシパル・リバーウォークという遊歩道の建設を、2011年の完成を目指して進めている。
1970年代から1990年代にかけて、デモインには超高層ビルが相次いで建てられ、そのスカイラインは大きく変化した。それまでは、1924年に完成した19階建ての高層アパート、エクィタブル・ビルディングがデモイン市内で最も高い建物であった。完成した当初は、エクィタブル・ビルディングはデモイン市内のみならず、アイオワ州内で、さらにはミシシッピ川以西でも最も高い建物であった。1973年に、デモイン初の超高層オフィスビルである25階建てのフィナンシャル・センターが完成すると、エクィタブル・ビルディングが49年間保持してきた「デモイン市で最も高い建物」の記録は破られた。翌1974年には、フィナンシャル・センターよりもさらに高い、36階建てのルアン・センターが完成した。1981年にはマリオットが33階建てのホテルを建て、1985年には25階建てのハブ・タワーと、同じく25階建てのプラザ・ビルディングが完成した。そして1991年には、プリンシパル・フィナンシャル・グループの本社となる801グランドが完成した。この45階建て、高さ192mの超高層ビルは現在デモイン市内で、そしてアイオワ州内で最も高いビルである。1997年には、19階建てのEMC保険ビルディングが完成した。

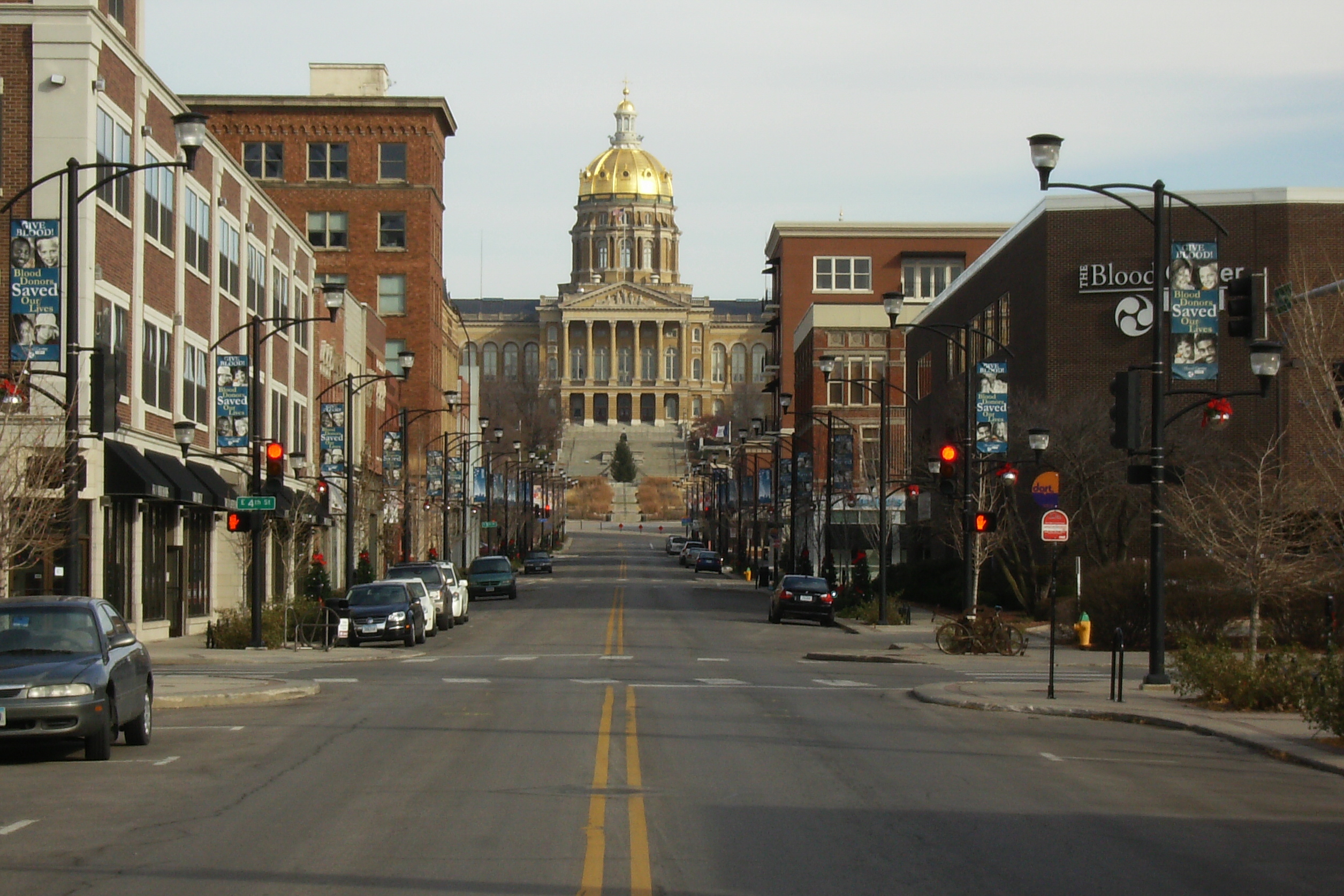
イースト・ビレッジの街並み

これらの超高層ビルをはじめ、ダウンタウンのほとんどの主要なビルや駐車場はスカイウォークと呼ばれている屋内通路で結ばれている。このスカイウォークを利用することにより、歩行者は天候や車道上の自動車の往来を気にすることなく、ビル間を行き来することができる。スカイウォークの建設は1980年代に始まり、現在では総延長5km以上にわたっている。
一方、ダウンタウンに残る低層・中層の建築物は、ロフト付きのアパートやコンドミニアムへの改装が進んでいる。こうした傾向の成功例としては、デモイン川の東岸、河岸からアイオワ州会議事堂の東5ブロックほどまでの間に広がる、イースト・ビレッジと呼ばれる地区の再生が挙げられる。歴史的な建築物が集中しているこの地区では、既存の歴史的建築物や住宅に混じって、各種ショップやレストラン、アート・ギャラリーも建ち並ぶようになり、市の新たな名所になってきている。

## 政治

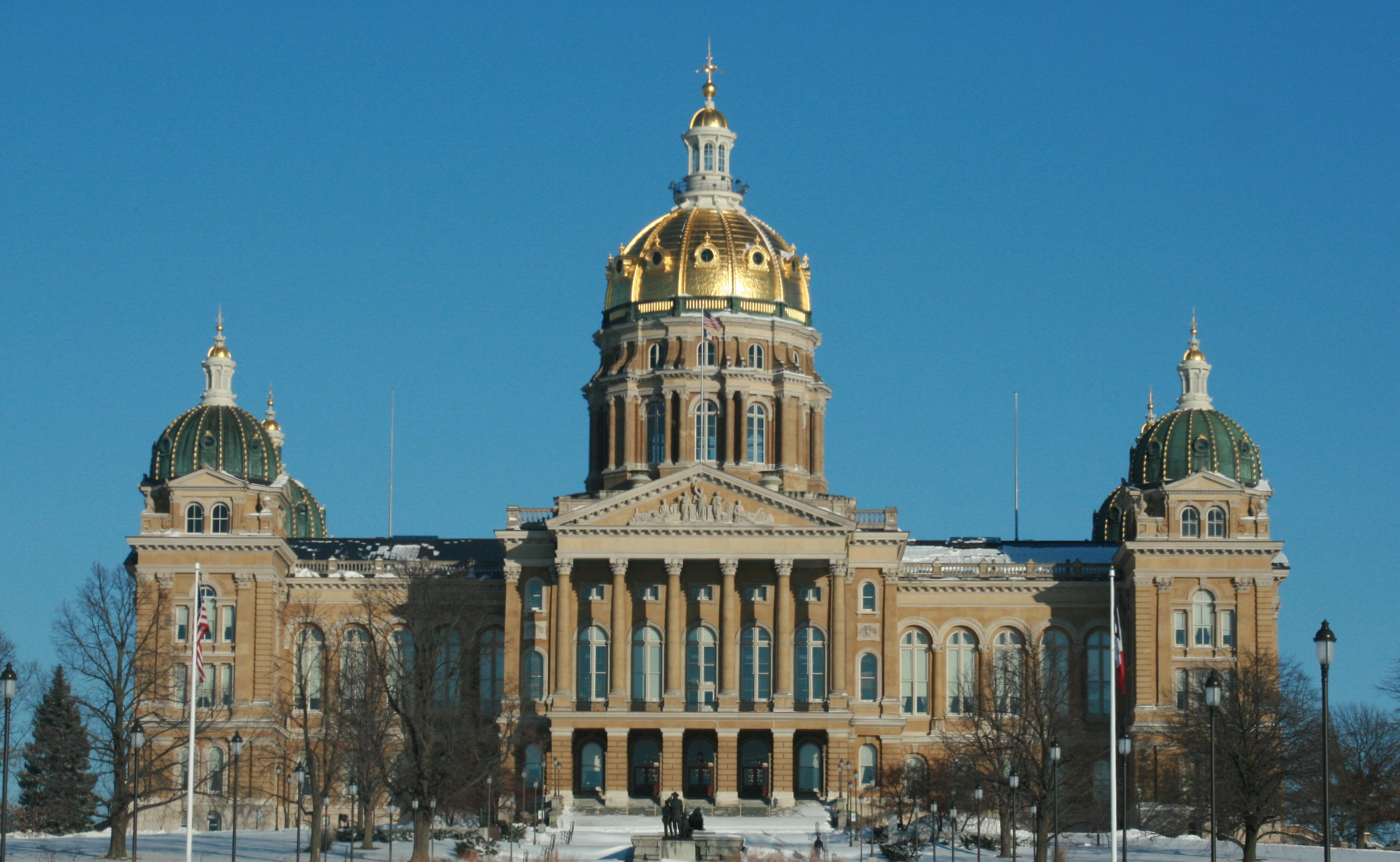
アイオワ州会議事堂

1907年にデモイン市議会が設立された当初は、デモイン・プランと呼ばれた独自の市長制を採っていた。当時の市議会は独立して選出された市長と、公共事業、公共資産、治安、財政のそれぞれに責任を負う議員1人ずつ、あわせて4人の議員からなっていた。市政府は1950年にこのデモイン・プランからシティー・マネージャー制へと移行した。1967年には市議員の選出方法も改められ、それ以降は、市議員の定数は6名とされ、そのうちの4名は市を4つの選挙区に分けて各選挙区から1人ずつを選出し、残り2名をワイルドカードで選出するようになった。市長とは市議員とは別に、市全体での選挙で選出される。
デモイン市政府とポーク郡政府を合併し、市郡一体の自治体に移行しようという計画もあったが、2004年11月2日に否決された。合併後の市郡議会は市長および15名の議員からなる予定であった。しかし、市郡合併は否決されたものの、機関レベルや事業レベルでは、既にその多くが市郡一体化されている。

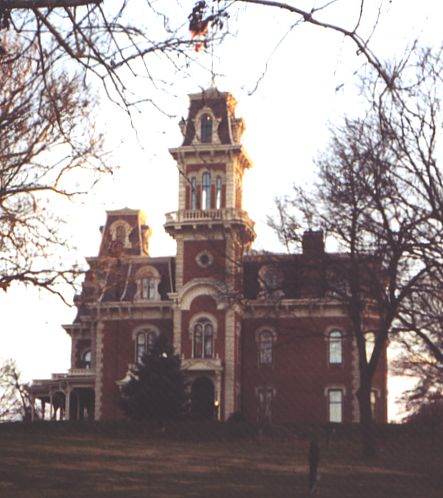
テラス・ヒル

ダウンタウンの東に建つアイオワ州会議事堂は、アイオワ州議会の上下両院の本会議場のほか、州知事室、州最高裁判所、アイオワ州法図書館、および州の各種機関の事務室が設置されている、州の政治の中枢となっている建物である。この庁舎は23金の金箔が貼られた屋上のドームのほか、四隅の別館にもそれぞれ小さなドームが冠せられている。また、庁舎内には戦艦アイオワ（BB-61）の1/48スケールモデルが展示されており、イラク戦争および不朽の自由作戦で戦死したアイオワ州出身兵士の慰霊碑も置かれている。州知事はダウンタウンの西に建つ、テラス・ヒルと呼ばれる官邸に住んでいる。もともとは1869年に完成した、アイオワ州史上初の百万長者、ベンジャミン・フランクリン・アレンの邸宅であったが、1977年に当時の州知事ロバート・D・レイがここに移り住んで以降は、後代の州知事にも正式なアイオワ州知事官邸として使用されている。
連邦議会の下院においては、デモインはアイオワ第3選挙区に属し、その中心都市となっている。ただし、デモイン都市圏に属する郡の一部はアイオワ第4選挙区に属している。また、アイオワの州都であるデモインでは共和・民主両党の党員集会が開かれる。アイオワ州は合衆国全体の人口の1%前後を占めるに過ぎず、大統領選挙において配分される選挙人の数も決して多くはないが、1972年以降、アイオワ州は全米で最も早く党員集会が開かれる州となっているため、アイオワ州での党員集会は大統領候補選出から選挙までの一連のプロセスにおいて、共和党・民主党どちらの候補にとっても最初の関門となる、非常に重要なイベントとなっている。

## 経済
デモインにはプリンシパル・フィナンシャル・グループをはじめ、マーシュ（旧KVI）、EMC保険グループ（EMCコーポレーションとは無関係）、ホームズ・マーフィー、アメリカン・リパブリック保険会社など、数多くの保険会社が本社を置いている。また、かつてはアライド・インシュランス やアメラス・グループ もデモインに本社を置いていた。それ故、デモインは「西のハートフォード」と呼ばれている。特にプリンシパル・フィナンシャル・グループはアイオワ州に本社を置く企業としては最大の規模を有しており、フォーチュン500にも入っている。このほか、デモイン都市圏内にはウェルズ・ファーゴ、INGグループ、Electronic Data Systems、UPSなどもオフィスを置いている。ベター・ホームズ・アンド・ガーデンズ（Better Homes and Gardens）誌で知られる出版社、メレディス・コーポレーションもデモインに本社を置いている。

## 交通

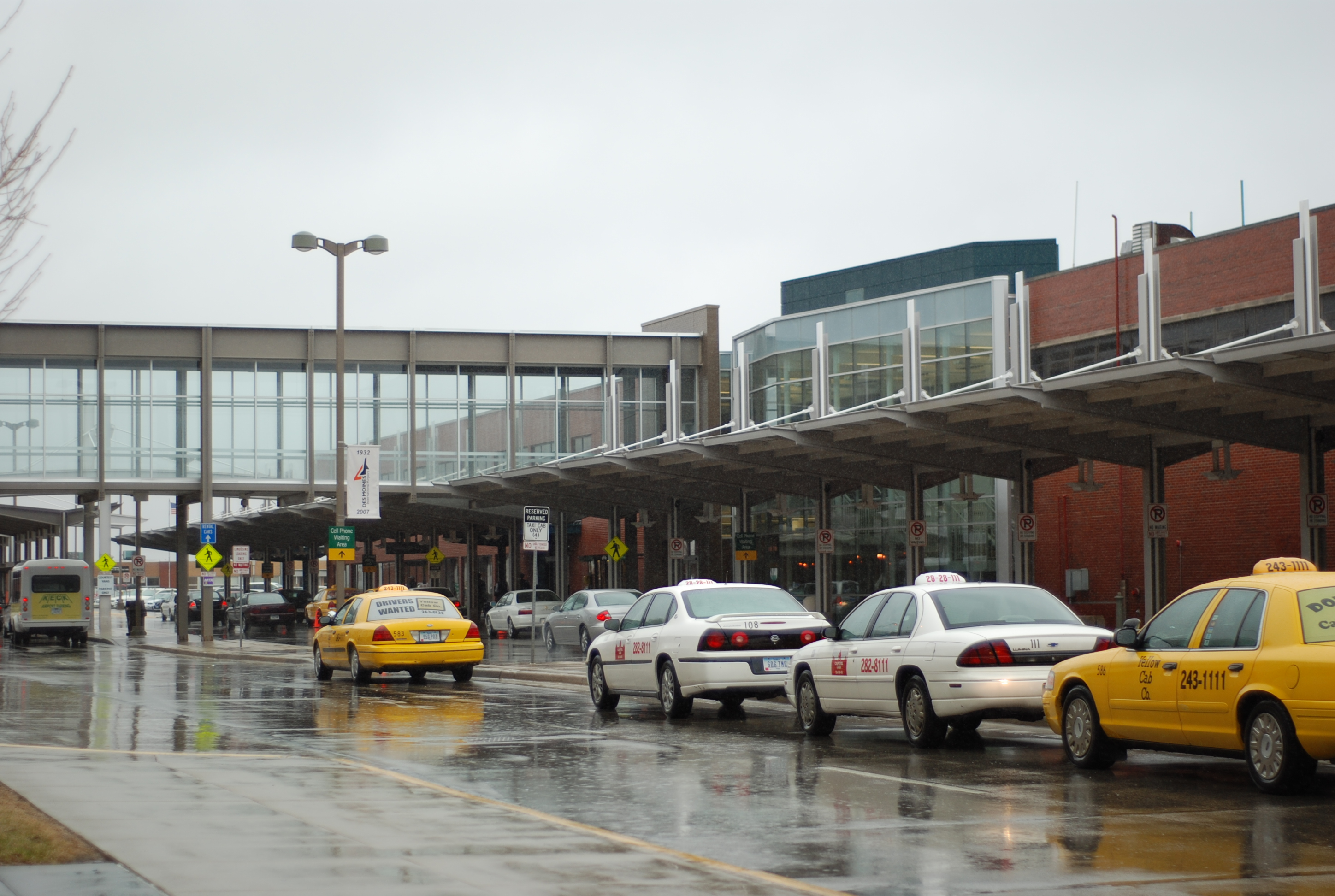
デモイン国際空港

デモインの玄関口となる空港はダウンタウンの南西約5.5km に立地するデモイン国際空港（IATA: DSM）である。同空港にはデルタ航空、ユナイテッド航空、アメリカン航空）の3大航空会社全てに加えて、サウスウエスト航空、アレジアント・エア、およびフロンティア航空も就航しており、各社のハブ空港をはじめ、25都市27空港への便が発着している。
全米の多くの地域同様、デモインにおける主要な交通手段となっているのは自動車である。デモインでは2本の州間高速道路、I-35とI-80が交わる。しかし、この2本の州間高速道路はそれぞれ環状道路の西側と北側をなしており、デモインの市街地を通っていない。環状道路の北西部分はI-35とI-80の共用部分になっている。環状道路の残りの部分、東側と南側は高速道路規格になっている国道65号線とアイオワ州道5号線によって形成されている。一方、デモインの中心部にはI-35の支線であるI-235が通っている。このI-235は全線にわたって6車線（片側3車線）以上が確保され、特にダウンタウン近くでは8-10車線（片側4-5車線）に拡幅されている。
グレイハウンドのバスターミナルはダウンタウンにあり、各方面への長距離バスを発着させている。また、このターミナルは地域密着型のジェファーソン・ラインズのバスも使用している。デモインには鉄道のアムトラックの駅はないが、デモインの南方40マイル（約64km）に位置し、毎日一往復シカゴ-エメリービル（サンフランシスコへの連絡口）を結ぶカリフォルニア・ゼファー号が停車するオセオラ駅には副駅名として(Des Moines)の名が添えられている（連絡バスなどはない）。
市内の公共交通は、デモイン地域交通局の運営する路線バスによってカバーされている。バスは普通12系統、急行9系統が走っており、デモイン市内のみならず、隣接する郊外都市を広くカバーしている。

## 教育

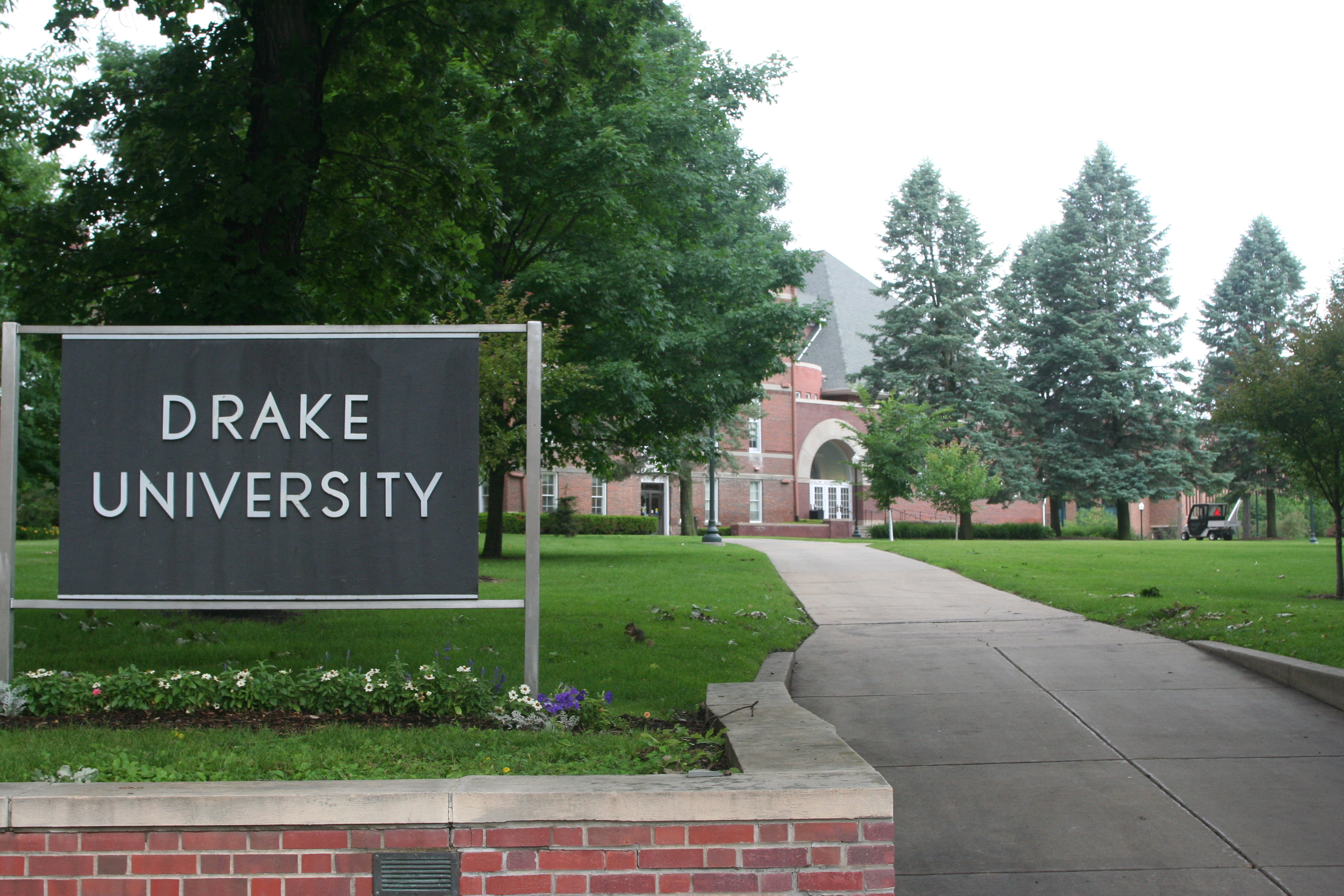
ドレイク大学

デモインのダウンタウンの西にはドレイク大学が約600,000m²のキャンパスを構えている。1881年に創立されたこの中規模私立総合大学は学部生・大学院生あわせて約5,000人の学生を抱え、一般教養学、経営・行政学、教育学、ジャーナリズム・マスコミ学、法学、保健学の6つの学部を有している。また、同学には薬学大学院や、全米でも歴史の長い部類に入る法科大学院も設置されている。州内のアイオワ大学やアイオワ州立大学をはじめ、近隣州でもウィスコンシン大学、ミネソタ大学、ミズーリ大学、ネブラスカ大学など、中西部でも西のほうにあたるこの地域では各州を代表する州立大学が概ね優勢であるが、ドレイク大学はオマハのクレイトン大学などと並んで、この地域の私立の総合大学としては数少ない、高い評価を受けている大学である。ドレイク大学は日本の関西学院大学と交換留学協定を結んでいる。
デモインにおけるK-12課程はデモイン公立学区の運営する公立学校によって支えられている。この学区は小学校38校、中学校10校、高等学校5校、特別学校および特別プログラム計10校を有し、30,000人以上の児童・生徒を抱えている.。また、これらの公立学校のほか、デモイン市内には私立の学校も何校かある。

## 文化
デモインはアイオワ州の政治・経済の中心であるのみならず、文化の中心となっている都市でもある。デモインには1973年に創設されたデモイン・メトロ・オペラをはじめ、デモイン交響楽団やバレエ・デモインといった演技芸術団体が本拠を置いている。また、市内には美術館や博物館などの文化施設も数多く建てられている。

### 文化施設

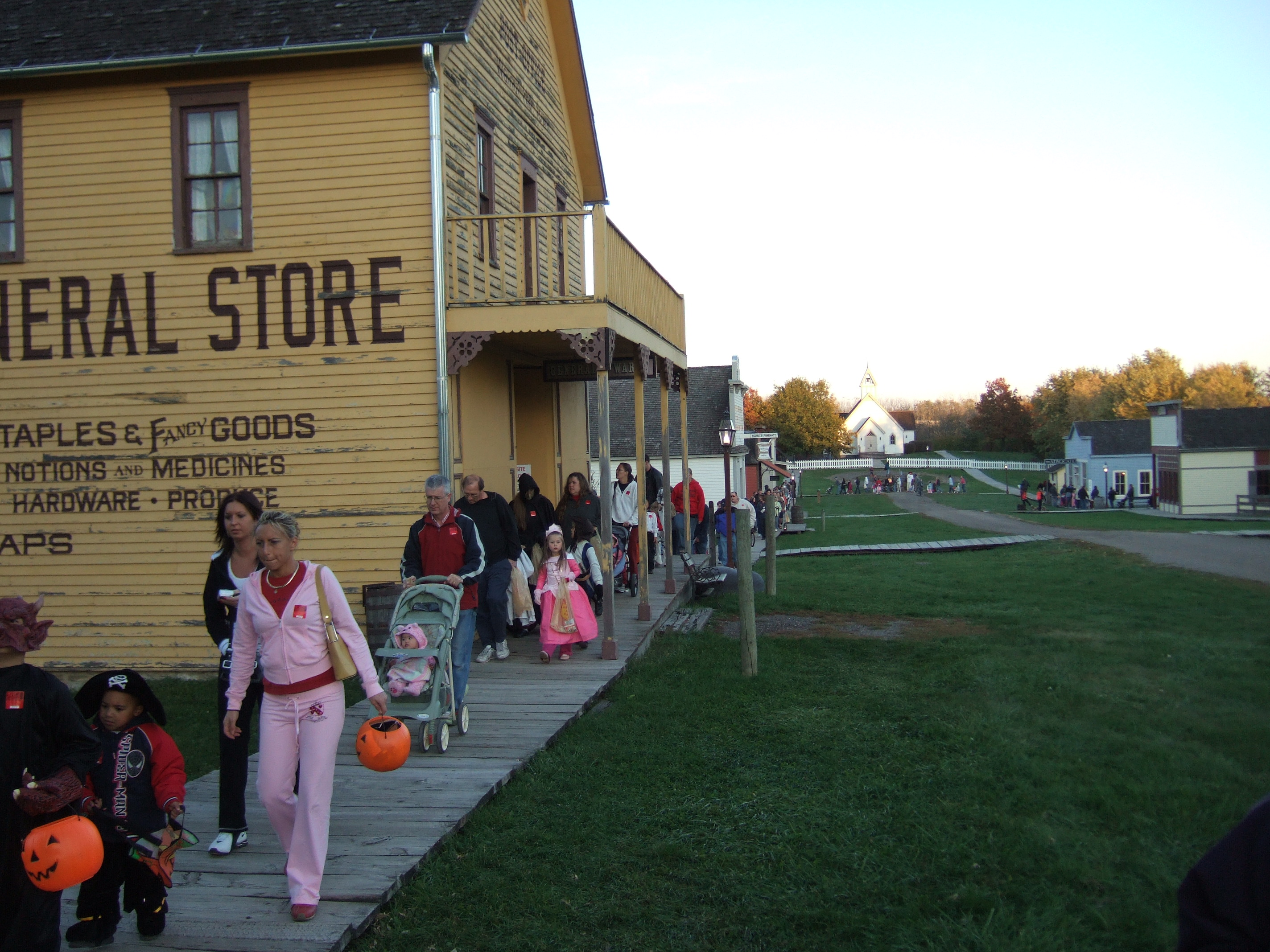
リビング・ヒストリー・ファームズ

1948年に開館したデモイン芸術センターは、芸術作品の展示のほか、教育プログラムや芸術教室も併せ持っている。このセンターは19世紀から現代に至るまでの作品をコレクションとして所有している。グレーター・デモイン市民センターはブロードウェイのミュージカルをはじめ、様々なプロの劇団の公演を催している。アイオワ州歴史博物館は、その名が示す通りアイオワ州の歴史についての展示物を展示している。北西郊のアーバンデールにあるリビング・ヒストリー・ファームズは、中西部の農業や農村での暮らしを再現している野外博物館である。約2,020,000m²の広い敷地の中に設けられたこの野外博物館は、1700年頃のアイオワの先住民の村、1850年頃の初期の入植者の農場、1875年頃の辺境の町、1900年頃の馬を用いた農場、近代の大規模な農場をすべて模している。また、農場内で登場する人物の衣装も各時代のものに合わせられている。
アイオワ科学センターは7ヶ所のインタラクティブ・ラーニング・エリアや実演プログラム、触れながら学習できる展示物を有し、あらゆる世代の人が楽しみながら学べるようになっている。このセンター内にはブランクIMAXシアター、ジョン・ディーア・アドベンチャー・シアター、プラネタリウムの3つの劇場型施設も設けられている。デモイン植物園は15,000種以上の植物を栽培しており、特に熱帯・亜熱帯・砂漠地帯の植物の栽培においては中西部有数のコレクションを有している。グレート・エイプ・トラスト・オブ・アイオワは、約930,000m²の敷地で類人猿のボノボやオランウータンを研究対象として飼育している。しかし、あくまでも研究施設であるため、一般客の見学の機会は限られており、季節により予約制で小規模なツアーが行われているのみである。
このほか、デモインには元々は住居として造られた歴史的建築物を改装し、文化施設として再利用している例もある。1877年に初期の実業家ホイト・シャーマンが建てた豪邸は、19世紀から20世紀にかけての芸術作品を集めた美術館になっている。また、1,250席を有する劇場は修復され、様々な文化的イベントや娯楽を提供する場になっている。西に隣接するウェストデモイン市にあるジョーダン・ハウスは、かつては地下鉄道の活動拠点の1つであったことから、ウェストデモインの歴史や、アイオワにおける地下鉄道の活動に関する事物を展示する博物館になっている。

### イベント
毎年10月には、デモインで世界食糧賞の授与式が行われる。これはノーベル平和賞を受賞した農業学者、ノーマン・ボーローグが1986年に創設した賞で、食糧の質の向上や、万人への十分な食糧の確保など、食糧をめぐる諸問題の解決・改善に尽力した人物に授与される。世界食糧賞を授与する世界食糧賞財団は、改装した旧デモイン公立図書館を本部としている。
このほか、デモインで行われる著名な年中行事としては、6月のデモイン芸術祭、7月のジャズ・イン・ジュライ、8月のアイオワ・ステート・フェア、10月のワールド・フード・フェスティバルなどが挙げられる。加えて、5月から10月の土曜日には、ダウンタウン・ファーマーズ・マーケットが開かれる。
アイオワ・イベンツ・センター内にあるウェルズ・ファーゴ・アリーナは、約17,000人を収容することができ、地元スポーツチームの試合に使われるほか、全米ツアーのコンサートなどのイベントの会場にもなっている。デモイン川東岸にあるサイモン・エステス野外劇場では、アライブ・コンサート・シリーズなどの音楽イベントが行われる。

### スポーツ

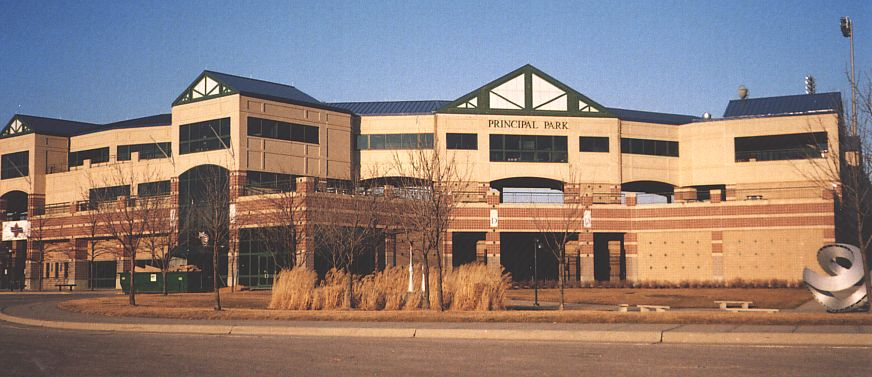
プリンシパル・パーク

アイオワ州内にはMLB、NBA、NFL、NHL、MLSといったメジャープロスポーツリーグのチームは1つも存在せず、それは州都デモインとて例外ではない。下部リーグのチームはいくつか存在しているが、その中で最もメジャーに近いのは、野球のアイオワ・カブスである。アイオワ・カブスはシカゴ・カブス傘下のAAA級マイナーリーグベースボールチームで、プリンシパル・パークを本拠地としている。アイオワ・カブスはパシフィックコーストリーグのアメリカン・カンファレンス北地区に所属している。アイオワ州内にはアイオワ・カブスのほかにも、シーダーラピッズやダベンポートなどいくつかの都市にマイナーリーグのチームが本拠を置いているが、AAA級のリーグで戦っているのはこのデモインに本拠を置くアイオワ・カブスのみである。
毎年4月には、ドレイク大学の競技場で「ドレイク・リレーズ」と呼ばれる陸上競技大会が行われる。この大会には全米の大学からレベルの高い選手が集まってくる。過去の参加者の中には、ジェシー・オーエンス、カール・ルイス、マイケル・ジョンソンといった、その後世界のトップに立った選手もいた。また、2007年に始まったハイ・ビー・トライアスロンは、2008年の北京オリンピックの代表選考会にもなった。

## 人口動態

### 都市圏人口
デモインの都市圏、および広域都市圏を形成する各郡の人口は以下の通りである（2010年国勢調査）。
デモイン・ウェストデモイン都市圏
| 郡           | 州         | 人口      |
| ------------ | ---------- | --------- |
| ポーク郡     | アイオワ州 | 430,640人 |
| ダラス郡     | アイオワ州 | 66,135人  |
| ウォーレン郡 | アイオワ州 | 46,225人  |
| ジャスパー郡 | アイオワ州 | 36,842人  |
| マディソン郡 | アイオワ州 | 15,679人  |
| ガスリー郡   | アイオワ州 | 10,954人  |
| 合計         | 合計       | 606,475人 |

デモイン・エイムズ・ウェストデモイン広域都市圏
| 都市圏/小都市圏                  | 郡                               | 州                               | 人口      |
| -------------------------------- | -------------------------------- | -------------------------------- | --------- |
| デモイン・ウェストデモイン都市圏 | デモイン・ウェストデモイン都市圏 | デモイン・ウェストデモイン都市圏 | 606,475人 |
| エイムズ都市圏                   | ストーリー郡                     | アイオワ州                       | 89,542人  |
| エイムズ都市圏                   | ブーン郡                         | アイオワ州                       | 26,306人  |
| ペラ小都市圏                     | マリオン郡                       | アイオワ州                       | 33,309人  |
| オスカルーサ小都市圏             | マハスカ郡                       | アイオワ州                       | 22,381人  |
| 合計                             | 合計                             | 合計                             | 778,013人 |

### 市域人口推移
以下にデモイン市における1860年から2010年までの人口推移を示す。
| 統計年 | 人口      |
| ------ | --------- |
| 1860年 | 3,965人   |
| 1870年 | 12,035人  |
| 1880年 | 22,408人  |
| 1890年 | 50,093人  |
| 1900年 | 62,139人  |
| 1910年 | 86,368人  |
| 1920年 | 126,468人 |
| 1930年 | 142,559人 |
| 1940年 | 159,819人 |
| 1950年 | 177,965人 |
| 1960年 | 208,982人 |
| 1970年 | 200,587人 |
| 1980年 | 191,003人 |
| 1990年 | 193,187人 |
| 2000年 | 198,682人 |
| 2010年 | 203,433人 |

## 姉妹都市
デモインは以下6都市と姉妹都市提携を結んでいる。
- カタンザーロ県（イタリア）[44]
- 甲府市（日本・山梨県）
- サン＝テティエンヌ（フランス）
- スタヴロポリ（ロシア）
- 石家荘市（中華人民共和国）
- ナウカルパン（メキシコ）

## 註
1. 1 2 3  American FactFinder. U.S. Census Bureau. 2011年2月4日.
2. ↑  Historical Information. Information Center, City of Des Moines.
3. ↑  Challender, Mary. Is `Des Moines' just some dirty joke? Archived 2012年7月23日, at Archive.is. DesMoinesRegister.com. 2003年9月14日
4. ↑  Prehistoric and Historic Indians in Downtown Des Moines. Newsletter of the Iowa Archeological Society. 58(1): 8. 2008年.
5. ↑  Schoen, Christopher M. A Point of Land and Prehistoric Peoples. Iowa Heritage Illustrated 86(1): .8-9. 2005年.
6. ↑  Whittaker. Prehistoric and Historic Indians in Downtown Des Moines. Newsletter of the Iowa Archeological Society. 58(1): 8-10. 2008年.
7. ↑  Lees, James H. History of Coal Mining in Iowa. Iowa Geological Survey. Vol.19. Ch.3. p.566. 1909年.
8. ↑  Whittaker. 2008年.
9. ↑  Mather, David and Ginalie Swaim The Heart of the Best Part: Fort Des Moines No. 2 and the Archaeology of a City. Iowa Heritage Illustrated. 86(1):12-21. 2005年.
10. ↑  Perkins, Arozina. Teaching in Fort Des Moines, Iowa: November 13, 1850 to March 21, 1851. 1851年. Qtd. in Women Teachers on the Frontier. Ed. P. W. Kaufman. pp.126-143. New Haven, Connecticut: Yale University Press. 1984年.
11. ↑  Des Moines City Directory and Business Guide. p.6. Mills and Company, Des Moines, Iowa. 1866年. Microfilm. State Historical Society Library. Iowa City.
12. ↑  Brigham, Johnson. Des Moines: The Pioneer of Municipal Progress and Reform of the Middle West. Vol.1. S.J.Clarke. Chicago. 1911年.
13. ↑  Welcome to the Iowa Capitol Archived 2005年6月19日, at the Wayback Machine.. General Assenbly, Iowa State Legislature.
14. ↑  Lees, James H. History of Coal Mining in Iowa, Iowa Geological Survey. Vol.19. Ch.3. pp.566-569. 1909年.
15. ↑  Hinds, Henry. The Coal Deposits of Iowa. Iowa Geological Survey. Vol.19. pp.102, 121-127. 1909年.
16. ↑  Table 1. Rank by Population of the 100 Largest Urban Places, Listed Alphabetically by State: 1790-1990, Table 13. Population of the 100 Largest Urban Places: 1900. U.S. Bureau of the Census. 1998年6月15日.
17. 1 2  Hall of Laureates. The World Food Prize Foundation.
18. ↑  NPS Focus. National Register of Historic Places. National Park Service.
19. ↑  Dahl, Orin L. Des Moines: Capital City: A Pictorial and Entertaining Commentary on the Growth and Development of Des Moines, Iowa. Continental Heritage. Tulsa, Oklahoma. 1978年.
20. ↑  Gardiner, Allen Des Moines: A History in Pictures. Heritage Media. San Marcos, California. 2004年.
21. ↑  City of Des Moines Annexation. City of Des Moines. 2009年.
22. ↑  Des Moines City Council Ward Map. City of Des Moines. 2009年.（PDFファイル）
地図中、薄紫色の部分が2009年に合併された地域である。
23. 1 2  Historical Weather for Des Moines, Iowa, United States of America. Weatherbase.com.
24. ↑  Welcome to The Principal Riverwalk. Principal Financial Group.
25. ↑  801 Grand. Emporis.com.
26. ↑  Downtown Skywalk System & Public Parking Facilities. City of Des Moines.（GIFイメージ）
地図中、既存のスカイウォークは赤の実線で示されている。点線は将来的に延伸予定の部分である。
27. ↑  The Palace of the Prairie, Terrace Hill is the official residence of Iowa's governors. Terrace Hill Foundation. 2001年.
28. ↑  現在はオハイオ州コロンバスに本社を置くネイションワイド相互保険会社グループの一部となっている。
29. ↑  現在はロンドンに本社を置くアビバグループの一部となっている。
30. ↑  Peirce, Neal R. The Great Plains States of America: People, Politics, and Power in the Nine Great Plains States. p.106. W.W.Norton & Company. 1973年. ISBN 0393053490.
31. ↑  FORTUNE 500 2009 by States: Iowa. Fortune.com. 2009年.
32. ↑  AirportIQ 5010. (Form 5010: Des Moines Int'l) Airport Master Record. Federal Aviation Administration. 2020年1月30日. 2020年2月11日閲覧.
33. ↑  Nonstop Destinations. Des Moines International Airport. 2020年2月11日閲覧.
34. ↑  アムトラック公式時刻表　2015年春-秋版　P.82
35. ↑  Bus Schedules / Route Maps: Area Route Map. Des Moines Area Regional Transit Authority. 2008年8月17日.
36. ↑  Academic Units and Programs. Drake University.
37. ↑  交換留学. 関西学院大学.
38. ↑  “米アイオワの教育施設で銃撃　生徒2人死亡　非行グループの抗争か”. www.asahi.com.   朝日新聞デジタル (2023年1月24日). 2023年1月24日閲覧。
39. ↑  Quick Facts: Number of Schools and Students (2007-2008). Des Moines Public Schools. 2008年.
40. ↑  About Living History Farms, Farm Sites. Living History Farms. 2009年.
41. ↑  About the Prize. The World Food Prize Foundation.
42. ↑  The Drake Relays Digital Archive. Drake University.
43. ↑  Greater Des Moines Sister City Commission, City of Des Moines.
44. ↑  コムーネ・ディ・カタンザーロ単体ではなく、カタンザーロ県全体がデモインの姉妹都市になっている。